# Blijf zoals je bent
Chansons représentant les Pays-Bas au Concours Eurovision de la chanson
Shangri-La
(1988) Ik wil alles met je delen
(1989)
Blijf zoals je bent (en français Reste comme tu es) est la chanson représentant les Pays-Bas au Concours Eurovision de la chanson 1989 à Lausanne, en Suisse. Elle est interprétée par Justine Pelmelay (nl).

## Sélection
La chanson est sélectionnée à l'issue du Nationaal Songfestivalen 1989. Contrairement à l'année précédente où Gerard Joling présentait six chansons, treize candidats, tous inconnus du grand public, montent sur scène avec leurs chansons. Une douzaine de jurys attribuent 144 points à Blijf zoals je bent, interprétée par Justine Pelmelay (nl), qui devient la chanson gagnante.

## Eurovision
La chanson est la quatrième de la soirée, suivant The Real Me interprétée par Kiev Connolly et The Missing Passengers pour l'Irlande et précédant Bana Bana interprétée par le groupe Pan pour la Turquie.
La chanson obtient 45 points et se classe 15e des vingt-deux participants.

### Points attribués à Israël
| 12 points | 10 points             | 8 points                | 7 points | 6 points              |
| --------- | --------------------- | ----------------------- | -------- | --------------------- |
|           | - Italie              |                         | - France | - Allemagne - Espagne |
| 5 points  | 4 points              | 3 points                | 2 points | 1 point               |
|           | - Autriche - Finlande | - Irlande - Royaume-Uni |          | - Grèce - Luxembourg  |